# Kobeliarovo
Kobeliarovo (do roku 1927 Kobelárová či Kobeljarovo, německy Schwarzseifen, maďarsky Kisfeketepatak, do roku 1907 Feketepatak) je obec na Slovensku, v okrese Rožňava v Košickém kraji.
V obci žije 509 obyvatel.

## Osobnosti
- Pavel Josef Šafařík (1795–1861), slovanský filolog a národní buditel, narodil se zde v rodině evangelického faráře